# Puente de Toledo
El puente de Toledo se encuentra situado en la ciudad española de Madrid. Es de estilo barroco churrigueresco y fue construido entre los años 1718 y 1732 por el arquitecto Pedro de Ribera. Une ambas riberas del río Manzanares, enlazando la glorieta de Pirámides, en la orilla este, con la glorieta del Marqués de Vadillo, en la orilla oeste, sirviendo de límite entre los distritos de Arganzuela y Carabanchel.
En 1956 fue declarado monumento histórico artístico,
por lo que es Bien de Interés Cultural con categoría de Monumento.

## Historia

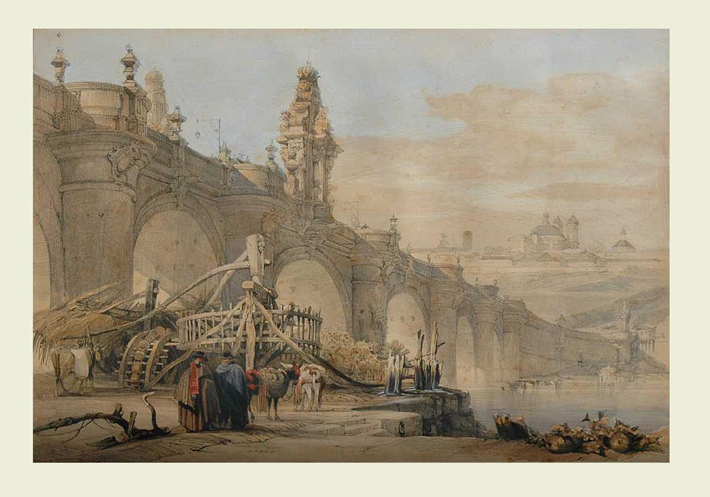
Noria del molino del Puente de Toledo en una acuarela de David Roberts

El origen de esta construcción data del siglo XVII (17), cuando Felipe IV proyectó enlazar la villa de Madrid con el camino de Toledo por medio de un puente sobre el río Manzanares.
El primer proyecto fue concebido por Juan Gómez de Mora y construido por José de Villarreal entre 1649 y 1660, y era conocido con el nombre de Puente Toledana. Sin embargo, una crecida del río lo destruyó poco después, obligando a proyectar uno nuevo en 1671.
En 1680, recién terminado el nuevo puente, otra riada lo volvió a destruir. En esta ocasión los encargados de su reconstrucción fueron José del Olmo, que realizó el diseño en 1682 y José de Arroyo. Las líneas básicas de este proyecto fueron mantenidas por Teodoro Ardemans cuando se hizo cargo de las obras en 1684.
Pedro de Ribera fue encargado de realizar el puente actual en el año 1715. Sin embargo, no se retomó el proyecto hasta 1718, cuando el corregidor Francisco Antonio de Salcedo y Aguirre, marqués de Vadillo, se propuso terminar la obra. Estas comenzaron en 1719 y concluyeron en 1732.

### Problemas posteriores
En el siglo XX comenzó a pensarse en la protección del monumento, que por el paso de los años y el tráfico soportado, comenzaba a dar muestras de deterioro. En 1952 Carlos Fernández Casado, ingeniero de Caminos y una de las mayores autoridades españolas en puentes, elaboró un anteproyecto de construcción de dos puentes a ambos lados del de Toledo para desviar por ellos el tráfico rodado y mejorar su conservación:

No cabe tocar el puente de Toledo. Es preciso dejarlo en su acabada perfección. Precisamente ahora que la nueva canalización va a remediar el desafuero de la antigua, desenterrando sus pilares, construir un puente paralelo para servir el puente actual, proporcionaría la distancia precisa para contemplarlo en su total desarrollo. Pero la solución más adecuada sería construir dos, uno para cada dirección, aguas arriba y aguas abajo del actual. De este modo se conservaría el eje tradicional y se daría cumplido remate a la fisonomía urbana radical de esta zona.

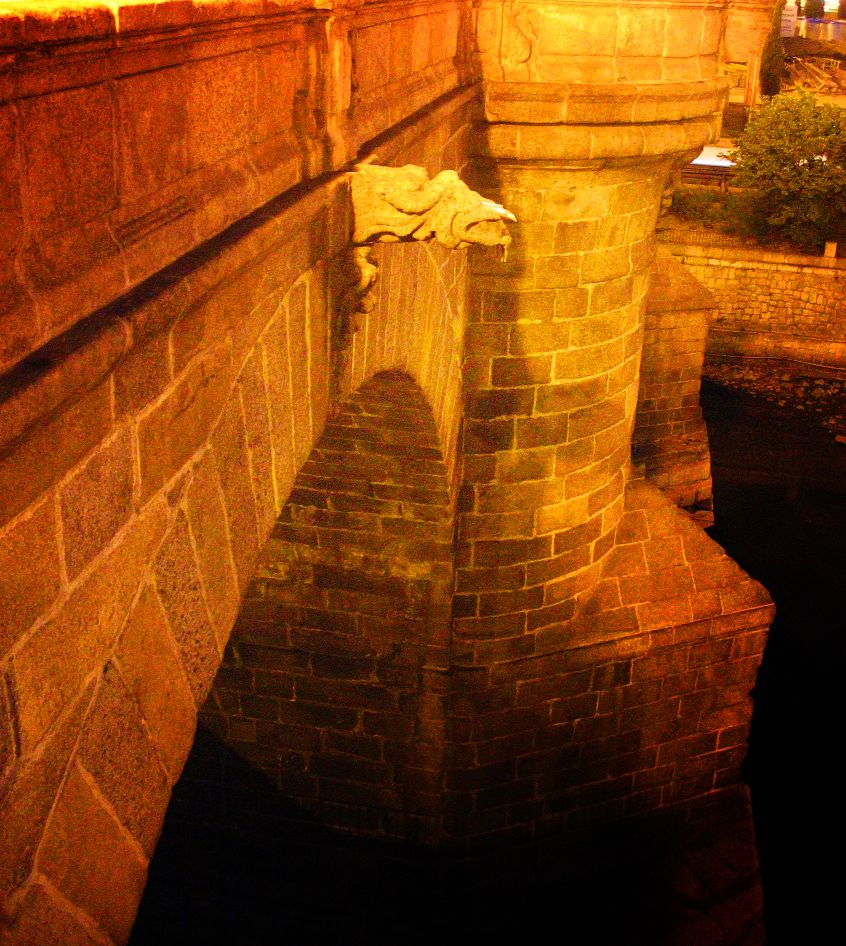
Vista en detalle de uno de los arcos del puente. Puede apreciarse, a la derecha, un pilar cilíndrico, que se alza sobre un tajamar de forma piramidal.

En 1952 se produce un grave accidente tranviario que causa la muerte de quince madrileños. En 1956 el puente fue declarado Monumento Histórico artístico. En 1972, dentro del proyecto de construcción de la autovía de circunvalación M-30, se iniciaron las obras de los dos puentes laterales que permitieron liberar al puente de Toledo de la gran carga de tráfico que soportaba. Con la canalización del río se mejoró también la fisonomía de los arcos. No obstante, la autopista discurría paralela a ambos lados del río pasando bajo los arcos del puente y dejó marcado tanto su entorno como el de todo el río Manzanares.
En un informe realizado en la década de 1980 por Patrimonio Histórico del Ayuntamiento (con la colaboración de Carlos Fernández Casado) con motivo del Plan de Saneamiento Integral, se detectó que las pilas habían sufrido modificaciones precisamente a raíz de las obras anteriores y se hizo un Estudio de Recalce y Consolidación:

Se apreciaba una falta de sensibilidad del perfil genuino del valle natural, al haber enterrado y escalonado las pilas para la formación de laderas de rellenos, con el trazado de la M-30 y los muros de contención del río para las obras de canalización.

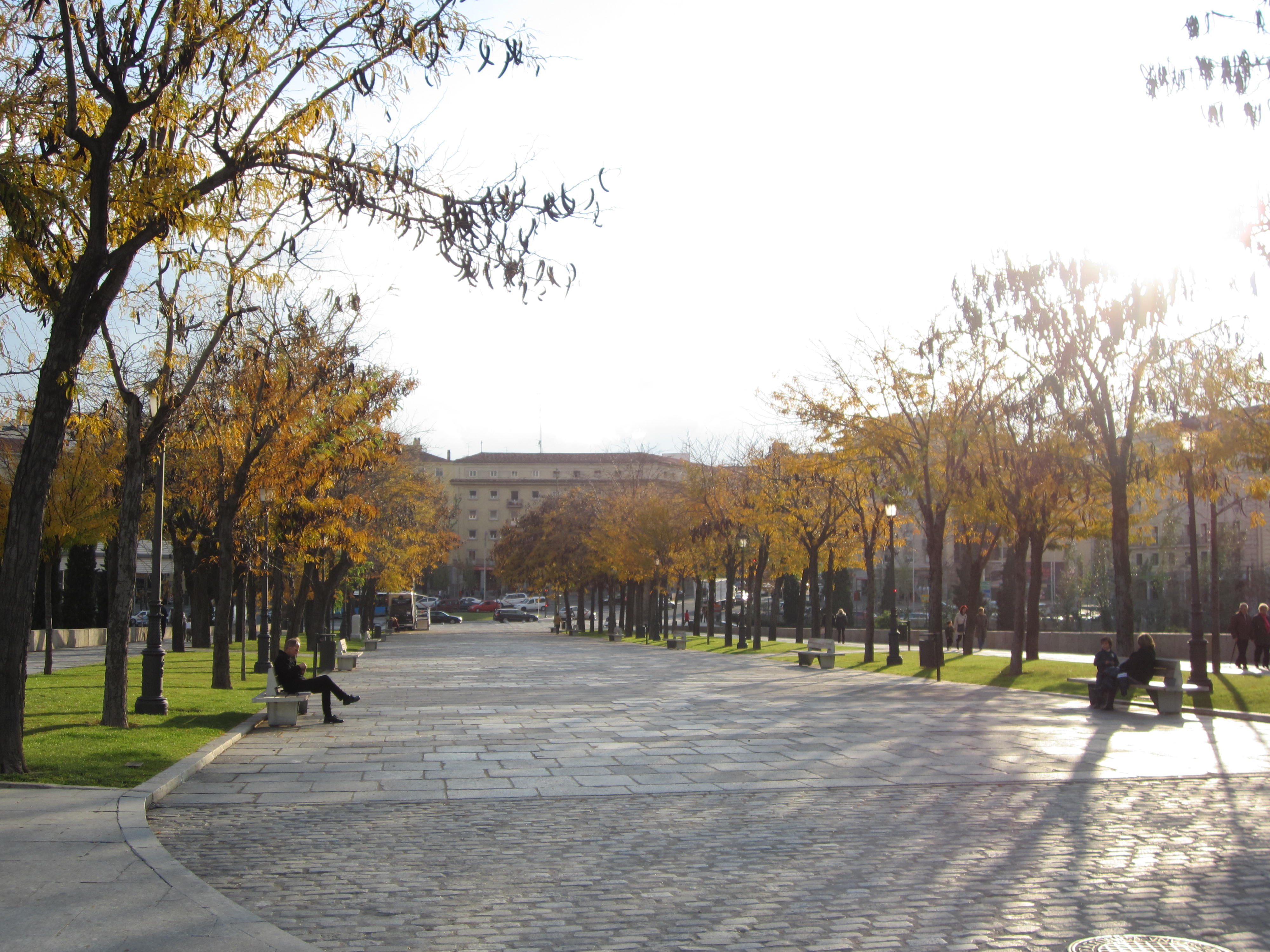
Rampa arbolada de la glorieta del Marqués de Vadillo, que da acceso al tablero del puente.

En 1992 fue declarado Bien de Interés Cultural, y en los años siguientes, siendo alcalde José María Álvarez del Manzano, sería sometido a obras de restauración patrocinadas por la Fundación Caja Madrid que terminaron, según figura en una placa, el 17 de noviembre de 1997.
En 2007, en medio de una fuerte polémica, concluyó el proceso de soterramiento de la M-30 con, entre otros, el objetivo de recuperar toda la ribera del río para el uso y disfrute de los peatones. En el transcurso de estas obras se descubrieron restos arqueológicos de lo que parecen ser seis pilas con el arranque de los arcos, de los que solo quedan dos, del antiguo puente de Toledo. Están situadas aguas abajo del actual, a una cota de ocho metros por debajo de la actual carretera, y se estudia mantenerlas en el mismo lugar una vez restauradas, así como el ajardinamiento de toda la zona bajo el puente.

## Descripción

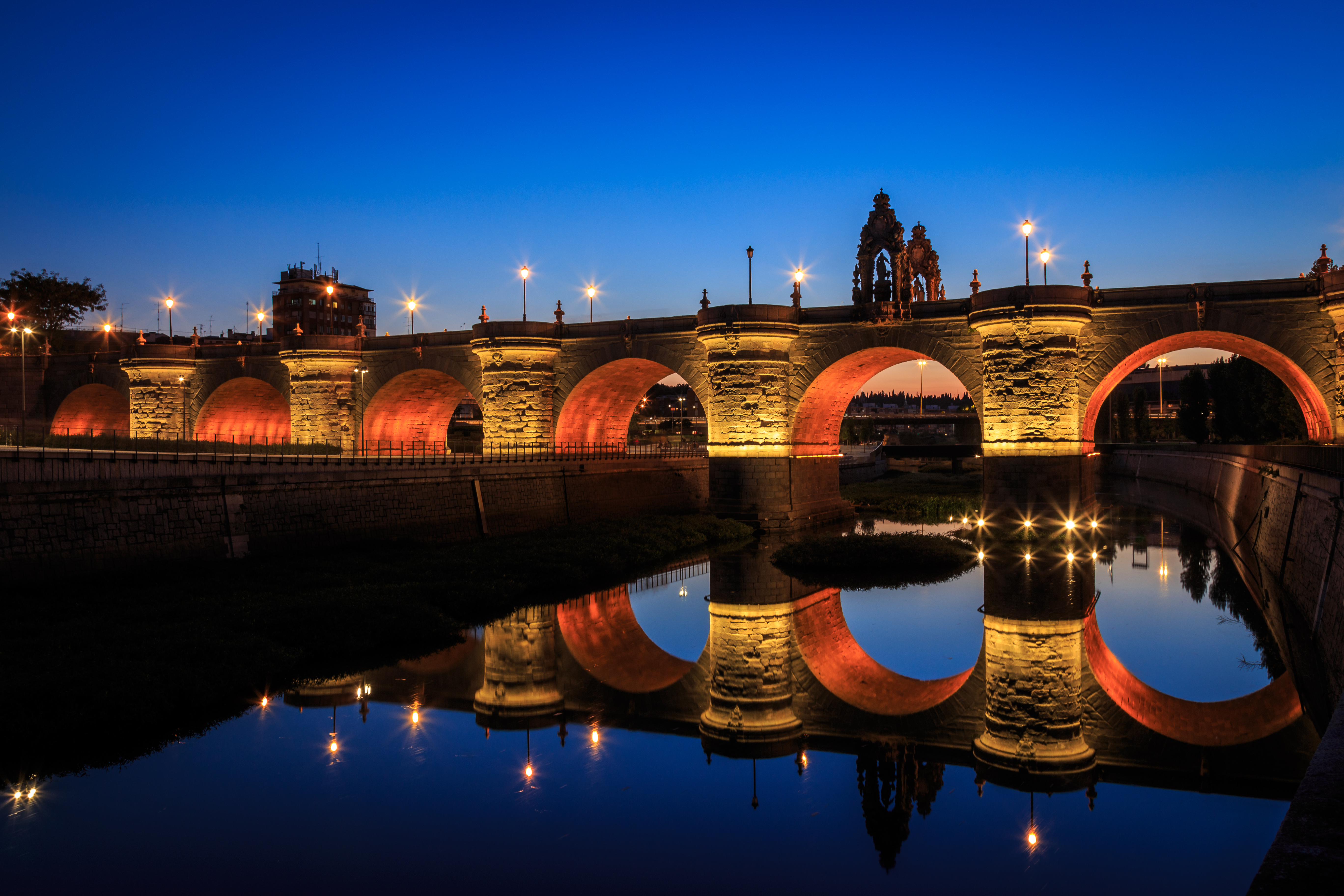
Vista nocturna en el siglo

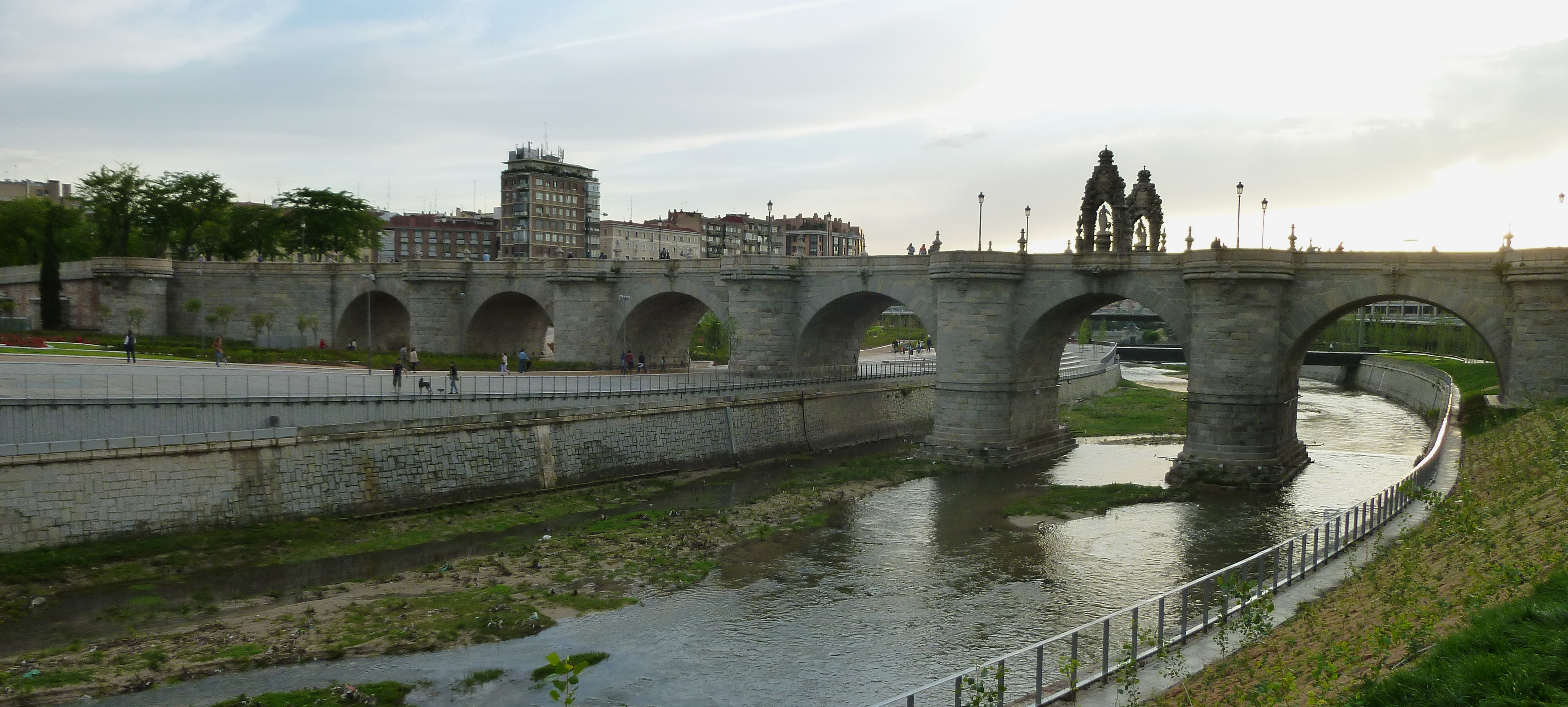
Vista general

El puente, con un diseño barroco, se compone de una parte central formada por nueve arcos de medio punto con sólidos contrafuertes y tambores que se rematan en balconcillos. El tablero tiene un ancho de 4,95 metros.
En la zona central se encuentran dos hornacinas o templetes adornados con elementos churriguerescos y que contienen las estatuas en piedra caliza de los patrones de Madrid, San Isidro Labrador y Santa María de la Cabeza, realizadas en 1723 por el escultor Juan Alonso Villabrille y Ron con la colaboración de Luis Salvador Carmona.
En cada extremo del tablero se extienden sendas rampas que enlazan con cada una de las orillas. En el lateral correspondiente a la glorieta de Pirámides otras dos rampas, transversales al puente, daban antiguamente acceso a los lavaderos y huertas situados en la orilla del río. Llamativos son también los obeliscos que incluyó en el siglo XIX el arquitecto Francisco Javier de Mariategui en el extremo norte, así como las dos fuentes que diseñó Ribera en la parte más cercana al centro de la ciudad.